# Blockturm
Koordinaten: 48° 37′ 31,3″ N, 9° 20′ 19,3″ O

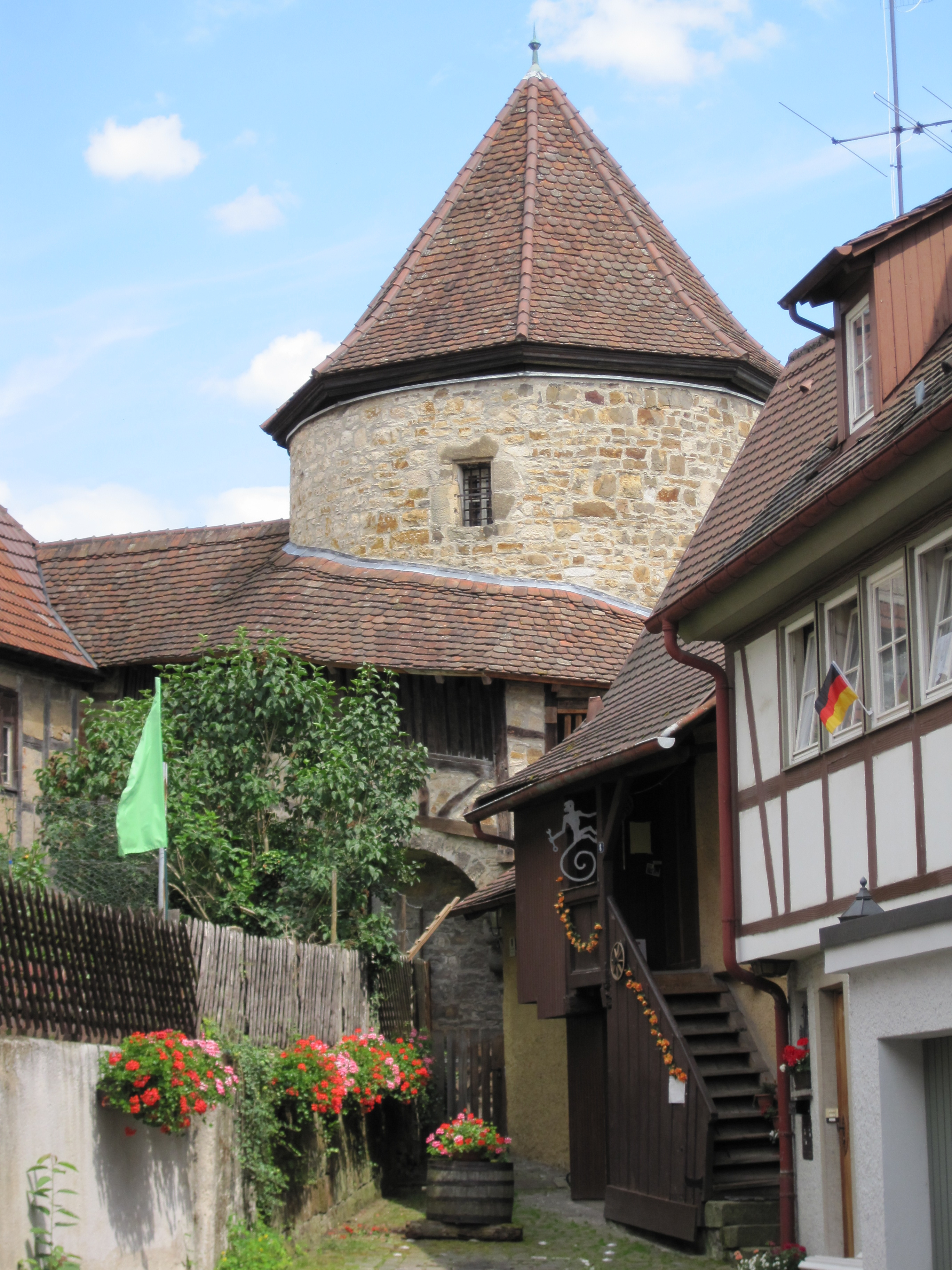
Der Blockturm und sein Wehrgang, von der Brunnsteige aus gesehen

Der Blockturm in Nürtingen wurde zwischen 1430 und 1435 aus Nürtinger Rhätsandstein erbaut. Er besteht aus einem Turm und einem Wehrgang. Der Wehrgang verbindet auch die beiden Stadtmauern und ihre Wehrgänge, welche an den Blockturm anstoßen. Die Turmwand hat einen Außenumfang von ca. 23 m und einen Innenumfang von 12,86 m. Der Durchmesser des Turmes beträgt 7,34 m, seine Höhe 16,90 m. Im Erdgeschoss gibt es ein nicht zugängliches Verlies mit Kalottengewölbe. Darüber liegen zwei runde Turmzimmer, das im ersten Obergeschoss hat ein Gewölbe. Über den Turmzimmern liegt ein achteckiges Dachgeschoss mit achtseitigem Zeltdach.
Heutzutage wird der Blockturm über eine Eingangstreppe erschlossen. Vom ersten in das zweite Obergeschoss gelangt man über einen auf Steinbögen gestützten Wehrgang. Er hat insgesamt fünf Türen und fünf Fenster. Die Fenster stammen vermutlich aus dem 20. Jahrhundert, drei der Türen sind wesentlich älter.

## Nutzung
Der Turm wurde zunächst im Stadtbuch von 1568 als Fachturm, später als Bodenturm bezeichnet und war der südöstliche Eckturm der Wehrmauer. Im späten Mittelalter wurde er als Gefängnis benutzt. Von circa 1920 bis 1950 diente er als Notwohnung. Heute ist der Blockturm Teil der historischen Stadtführung, nur im Rahmen dieser Führung ist er zu besichtigen.

### Der Blockturm als Wehrturm
Die steinernen Wehrtürme in der Stadtbefestigung dienten alle der Stärkung der Sicherheit, indem sie die Sichtung von Feinden und die Verteidigung der Stadt erleichterten. Da der Blockturm am südöstlichen Eckpunkt der Stadtmauer lag, hatte er eine besonders wichtige Position. Als der Blockturm etwa zwischen 1430 und 1435 errichtet wurde, wurde mit Kanonen, Armbrust, Spießen, Hellebarden und selten mit kurzen Schwertern gekämpft. Die wichtigste Schutzvorkehrung waren die rund 1,60 Meter starken Steinmauern, die ihn vor gegnerischen Angriffen schützten, seine runde Bauweise galt als besonders stabil. Der Turm weist Hakenbüchsenscharten auf. Im Süden des zweiten Obergeschosses ist im Blockturm eine spezielle Form der Schießscharte zu sehen – die Schlüsselschießscharte. Sie diente der Verteidigung mit der Handbüchse. Eine kreisrunde Öffnung zum Schießen wird durch einen senkrechten Sichtschlitz ergänzt. Deswegen sieht diese Art der Schießscharte wie ein umgedrehtes Schlüsselloch aus.

### Der Blockturm als Gefängnis
Im späten Mittelalter diente der Blockturm als Gefängnis, daher hat der heutige Blockturm auch seinen Namen. In ihm befand sich der „Block“, das heißt eine schwere Vorrichtung aus mehreren Balken für die Gefangenen. Dieser Holzblock hatte Löcher, in diese musste der Gefangene seine Arme und Beine stecken. Es gab eine Vorschrift, in der geregelt war, wie lange der Gefangene für ein bestimmtes Vergehen in den Block musste. Auch soll ein tiefes Loch im Boden gewesen sein, durch das die Verbrecher in das Verlies hinabgelassen wurden. Hierfür sieht man noch heute im Turmzimmer des ersten Obergeschosses einen Metallring an der Wand.